# Megaphon
Pour les articles homonymes, voir Mégaphone (homonymie).
Le Megaphon est un journal de rue qui est vendu à Graz et dans d'autres villes de Styrie par des personnes en difficulté. Il est publié chaque mois avec un tirage de 13 000 exemplaires. La moitié du prix de vente va au vendeur. Depuis 2007, le siège de la rédaction se trouve dans l'Auschlössl à côté du Augarten.
Le Megaphon est un projet de Caritas Graz. Publié pour la première fois en octobre 1995 il a été le premier journal de rue autrichien. À côté des articles rédactionnels qui traitent des sujets sociales on trouve des informations culturelles et un calendrier d'événements. Le projet « Megaphon UNI » traite de sujets scientifiques d'actualité. Cette offre s'adresse surtout à des personnes qui n'ont pas d'accès à l'université à cause de leur éducation, leur origine ou leur situation sociale.
Le Megaphon a été fondé par Maria Laura Bono, rédactrice en chef jusque 1998. En juin 2003, la rédaction organise la première compétition de football Homeless World Cup (coupe du monde des sans-abri) à Graz.
Le rédacteur en chef est à l'époque Harald Schmied, qui se consacre par la suite à la coupe. Il est remplacé de 2004 à 2008 par Judith Schwentner, puis par Gerhild Wrann en 2009. Depuis 2010, le poste est détenu par Annelies Pichler.